# Flipje

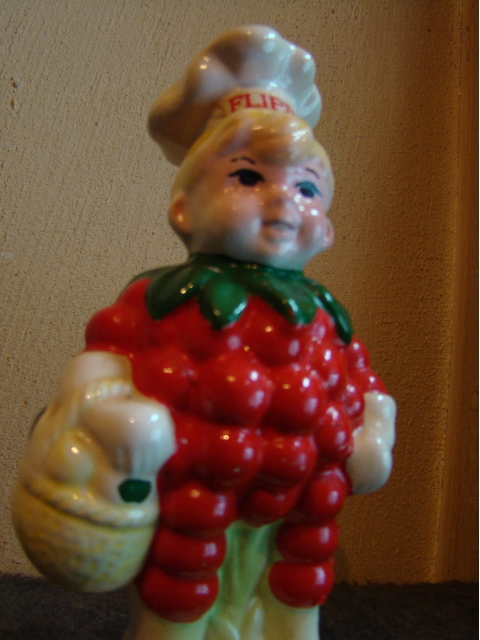
Flipje als spaarpot.

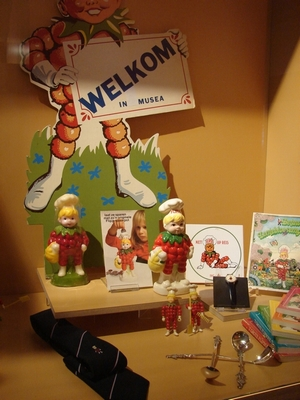
Flipje- en Streekmuseum

De avonturen van Flipje of Flipje is een Nederlandse stripreeks met de gelijknamige, fictieve figuur in de hoofdrol. Deze strip is van 1935 tot 1953 getekend als tekststrip. Tussen 2002 en 2015 verschijnen er vijf nieuwe stripboeken. In 2010 verschijnen er tevens twee verhalenboeken van Flipje bij Uitgeverij Holland.
Het titelpersonage dient als mascotte, oorspronkelijk van de in Tiel gevestigde jamfabriek De Betuwe en later van de stad Tiel. Hij werd in 1935 bedacht. In Tiel wordt hij onder andere geëerd met een museum, een beeld van Else Ringnalda en stripfragmenten op bankjes in en rond het centrum.

## Inhoud
De verhaaltjes laten de ontwikkeling zien van Flipje vanaf zijn geboorte (uit een betoverde framboos) in Kabouterland, waar hij na enkele afleveringen voorgoed vertrekt, zij het per ongeluk (per luchtballon). Hij belandt hierna in Dierenland, waar het hem blijkbaar wel bevalt want hij blijft er. Veel later gaat hij wel nog eens terug voor een bezoekje, samen met een paar vrienden die hij intussen heeft gemaakt. Hij neemt zijn intrek in het pension van juffrouw Schaap.
De verhaaltjes hebben allemaal ongeveer hetzelfde verloop: er ontstaat een probleem(pje), iemand haalt een streek uit enzovoort. Uiteindelijk is Flipje degene die zorgt dat alles goed afloopt waarna hij trakteert op limonade of jam of appelsap van... "maatschappij De Betuwe te Tiel", de sponsor van al dit spannends.
De verhaaltjes zijn bedoeld voor kleine kinderen en hebben een beetje een "opvoedend" karakter rond de brave hoofdfiguur.

## Personages

### Hoofdpersonages
In de strips van Flipje zijn, naast Flipje, de volgende hoofdpersonen prominent aanwezig:
Flapoor OlifantEen beetje lomp en zwaar, zakt snel ergens doorheen. Standaard gekleed in een pak met gele broek en zwart jasje.
Bertje BigGekleed in een gele broek met rode ruit, en een groen jasje. Hij is een beetje lui en houdt van veel eten.
Jasper AapMet baret, blauwe pofbroek en oranje jasje. Haalt ondeugende streken uit en wordt daarvoor ook streng gestraft.
Juffrouw SchaapEen strenge hospita, altijd in de weer met schoonmaken, een breiwerkje en andere typisch vrouwelijke werkzaamheden. Deelt soms akelige werkjes uit aan de bovengenoemde jongelui. Haar eigenlijke naam is Mien, maar die wordt maar zelden gebruikt. Hoewel in een wat saaie zwarte jurk gekleed is ze toch wel ijdel, vooral als het om hoeden gaat.
Oom KlaasEen ram, standaard in zeemanskleren gehuld en voorzien van zijn onafscheidelijke pijp. Hij is de broer van juffrouw Schaap, als lammetje naar zee gegaan en als oude ram na twintig jaar teruggekeerd. Hij is buitengewoon eigenwijs, vooral als het om boten en dergelijke gaat.
Kroesje BeerVerschijnt in een blauw matrozenpakje en is wat braver dan de rest van het stel.
MauwmauwEen schattig poezenmeisje in een roze jurkje met een wit schortje voor, maar minder schattig als ze achter muis Spitsneus aan zit. Haar broertje heet Grijs en hij is ook in een blauw matrozenpakje gekleed.

### Terugkerende personages
Daarnaast figureren regelmatig:
Treesje BoeEen niet al te snugger koebeest, gekleed in een geel zomerjurkje.
Dokter PoedelHofleverancier van vieze drankjes.
KrentDe kruidenier die onder meer Betuwejam verkoopt. Zijn zonnescherm wil nog weleens stuk gaan door de streken van Jasper Aap.
Mijnheer GorillaEen asociaal persoon die gemene grapjes uithaalt, zoals het gooien van een bananenschil voor de voeten van de postbode. Niemand kan met hem opschieten, behalve een al even vervelende krokodil.

## Geschiedenis
Flipje is bedacht door reclamebureau Van Alfen in opdracht van de fabriek. Die wilde een publiekstrekker zoals de Verkade-albums in die tijd waren.
Van Alfen bedacht ook de naam, die voluit luidt: "Flipje, het fruitbaasje van Tiel". De tekeningen werden eerst gemaakt door Daan Hoeksema (het waren toen nog geen verhalen) en later nog even door Henk Rotgans, die er voor het eerst een verhaaltje omheen bouwde. De echte start van Flipje was in 1936. De plaatjes werden vanaf toen getekend door E.M. ten Harmsen van der Beek en de teksten geschreven (op rijm) door diens echtgenote Freddie Langeler. Zij hadden samen een illustratiebedrijfje. Hun dochter, de later bekende dichteres Fritzi Harmsen van Beek, hielp als kind haar ouders met het inkleuren van de Flipje-striptekeningen. Na de dood van haar vader maakte Fritzi serie 46 af op verzoek van De Betuwe. Ook serie 47 is van haar hand. Serie 48 tekende en schreef zij wel, maar na een ruzie met de jamfabriek werd deze serie niet uitgegeven. Pas zestig jaar later, in 2015, gaf uitgeverij De Bezige Bij Flipje in Kabouterland uit.
Van de avonturen van Flipje en zijn vriendjes verschenen tot 1954 vijftig stripverhalen, uitgegeven door de Tielse jamfabriek De Betuwe. Flipje is in levenden lijve te zien op het jaarlijkse fruitcorso te Tiel, maar ook bij diverse tv-opnamen of beurzen in Nederland, zoals de vakantiebeurs en 50+beurs.
Van 2002 tot 2010 zijn er vijf nieuwe stripalbums op de markt gebracht.

## Merchandising

### Bonnen
De Flipjesboekjes konden bij elkaar worden gespaard door bonnetjes te knippen van het etiket van de Betuwe-producten en een aantal daarvan op een briefkaart op te sturen, dan kreeg men het boekje gratis toegezonden. Het adres was: "Flipje, Tiel". Kennelijk was dat voor de post duidelijk genoeg. 

### Flipposcoop
Vlak voor de Tweede Wereldoorlog verscheen een blauwe Flipposcoop en vlak na die oorlog een rode. Het was een soort kartonnen huisbioscoop, waar stroken papier met daarop de Flipjesplaatjes doorheen gedraaid konden worden zodat een soort filmvoorstelling in losse plaatjes ontstond.

### Sleutelhangers en speldjes
De Flipjesboekjes en bijvoorbeeld ook de sleutelhangers en speldjes die in de jaren 1960 van de figuurtjes verschenen, waren een rage. Flipje heeft zich een plaats in de Nederlandse stripwereld veroverd.
De Flipje-producten zijn in 2020 onder andere bij het Toeristisch Informatie Punt in cultuurgebouw Zinder Tiel.

## Flipje en Tiel

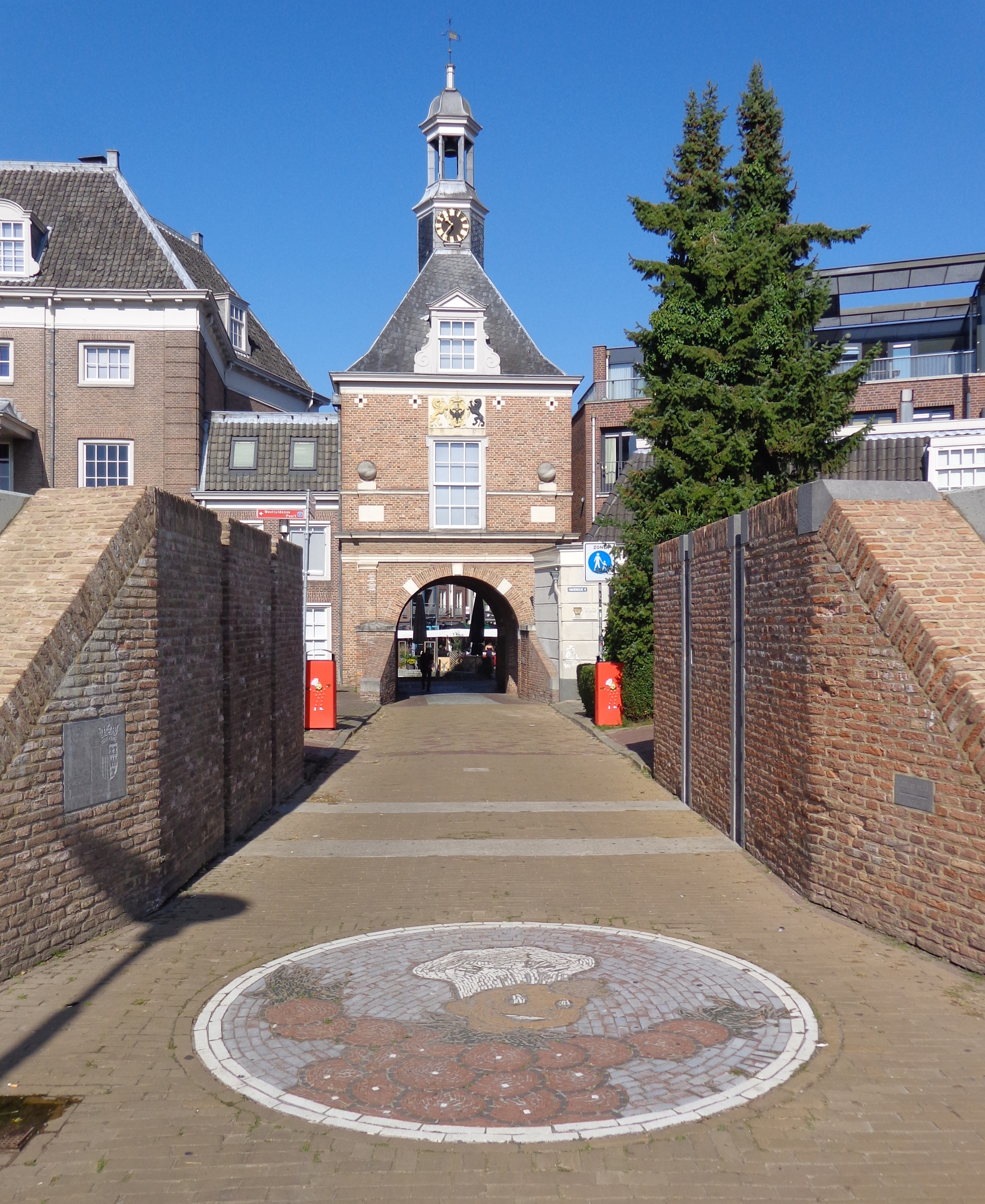
Flipjemozaïek bij de Waterpoort

### Flipje- en Streekmuseum Tiel
Het Flipje & Streekmuseum is gevestigd in een historisch pand, eens De Groote Sociëteit, en de Waterpoort aan de Waal. Het museum leidt de bezoeker door de geschiedenis van het fruitbaasje Flipje en zijn vriendjes Flapoor Olifant, Jasper Aap en Bertje Big.

### Flipje als wegwijzer
Boven op 25 wegwijzers in de stad heeft de ANWB, op verzoek van de gemeente, beeldjes van Flipje geplaatst die toeristen de weg wijzen naar musea, historische en andere bezienswaardigheden in de binnenstad.

## Trivia
- Arriva rijdt in de Achterhoek met treinstel 10261, dat de naam Flipje draagt.